# Lethe (Star Trek: Discovery)
„Lethe” este al șaselea episod al serialului TV științifico-fantastic Star Trek: Discovery care are  loc în anul 2256.  A avut premiera pe CBS la 22 octombrie 2017.